# Hydrobia acuta
Hydrobia acuta là một loài ốc rất nhỏ nước lợ có mang và nắp (động vật chân bụng)|nắp ốc, là động vật chân bụng sống dưới nước động vật thân mềm thuộc họ Hydrobiidae.

## Phân loài
- Hydrobia acuta neglecta Muus, 1963

## Phân bố
This species occurs on the coasts của Địa Trung Hải và Biển Black và, as a rare species in Ireland.